# Illustrierte Rundschau
Die Illustrierte Rundschau war eine deutschsprachige Zeitschrift, die von der Sowjetischen Militäradministration in Deutschland (SMAD) von 1946 bis 1954 herausgegeben wurde.

## Geschichte
Die Illustrierte Rundschau erschien halbmonatlich neben der Tageszeitung Tägliche Rundschau der SMAD in Berlin. Chefredakteur war ebenfalls Alexander Kirsanow.
Die Zeitschrift enthielt vor allem Berichte über die Entwicklung in der Sowjetunion und in der Sowjetischen Besatzungszone, in geschönter, propagandistischer Absicht.
1954 erschienen die letzten Ausgaben, 1955 wurde auch die Tägliche Rundschau eingestellt.